# Pigeon à queue barrée
Patagioenas fasciata
Espèce
Statut de conservation UICN

 LC  : Préoccupation mineure
Le Pigeon à queue barrée (Patagioenas fasciata) est une espèce d'oiseau appartenant à la famille des Columbidae.

## Description
Cet oiseau mesure environ 34 à 36 cm de longueur pour une masse de 250 à 450 g. Son plumage est gris violacé avec une marque blanche bordée de vert métallique à la nuque. Le bec et les pattes sont jaunes. La longue queue arrondie est marquée d'une large bande sombre.

## Répartition

Carte de répartition
Aire de nidification
Présent à l'année
Aire d'hivernage

Cet oiseau vit sur le continent américain. Il se rencontre de la Colombie-Britannique (Canada) jusqu'au nord de l'Argentine, en passant par les États-Unis et l'Amérique centrale (Costa Rica...).

## Habitat
Il occupe les forêts des étages variant de 900 à 3 600 mètres d'altitude.

## Comportement
Cet oiseau grégaire a un vol puissant et direct.

## Nidification
Il niche généralement dans des forêts de chênes ou de conifères.

## Alimentation
Cet oiseau se nourrit de fruits et de graines.

## Sous-espèces
D'après Alan P. Peterson, il en existe huit sous-espèces :
- Patagioenas fasciata albilinea (Bonaparte) 1854 ;
- Patagioenas fasciata crissalis (Salvadori) 1893 ;
- Patagioenas fasciata fasciata (Say) 1823 ;
- Patagioenas fasciata letonai (Dickey & Van Rossem) 1926 ;
- Patagioenas fasciata monilis (Vigors) 1839 ;
- Patagioenas fasciata parva (Griscom) 1935 ;
- Patagioenas fasciata roraimae (Chapman) 1929 ;
- Patagioenas fasciata vioscae (Brewster) 1888.

## Galerie

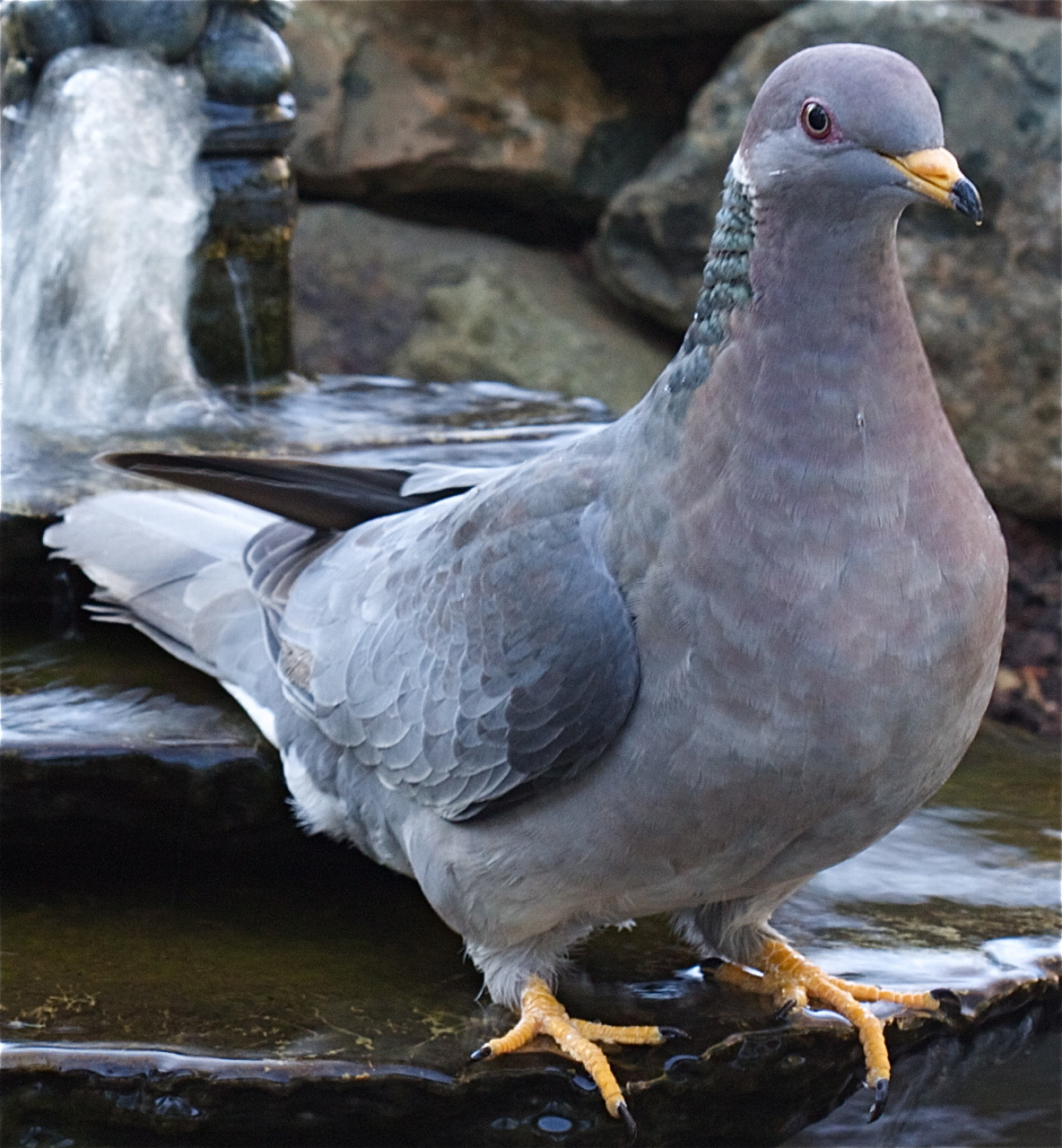
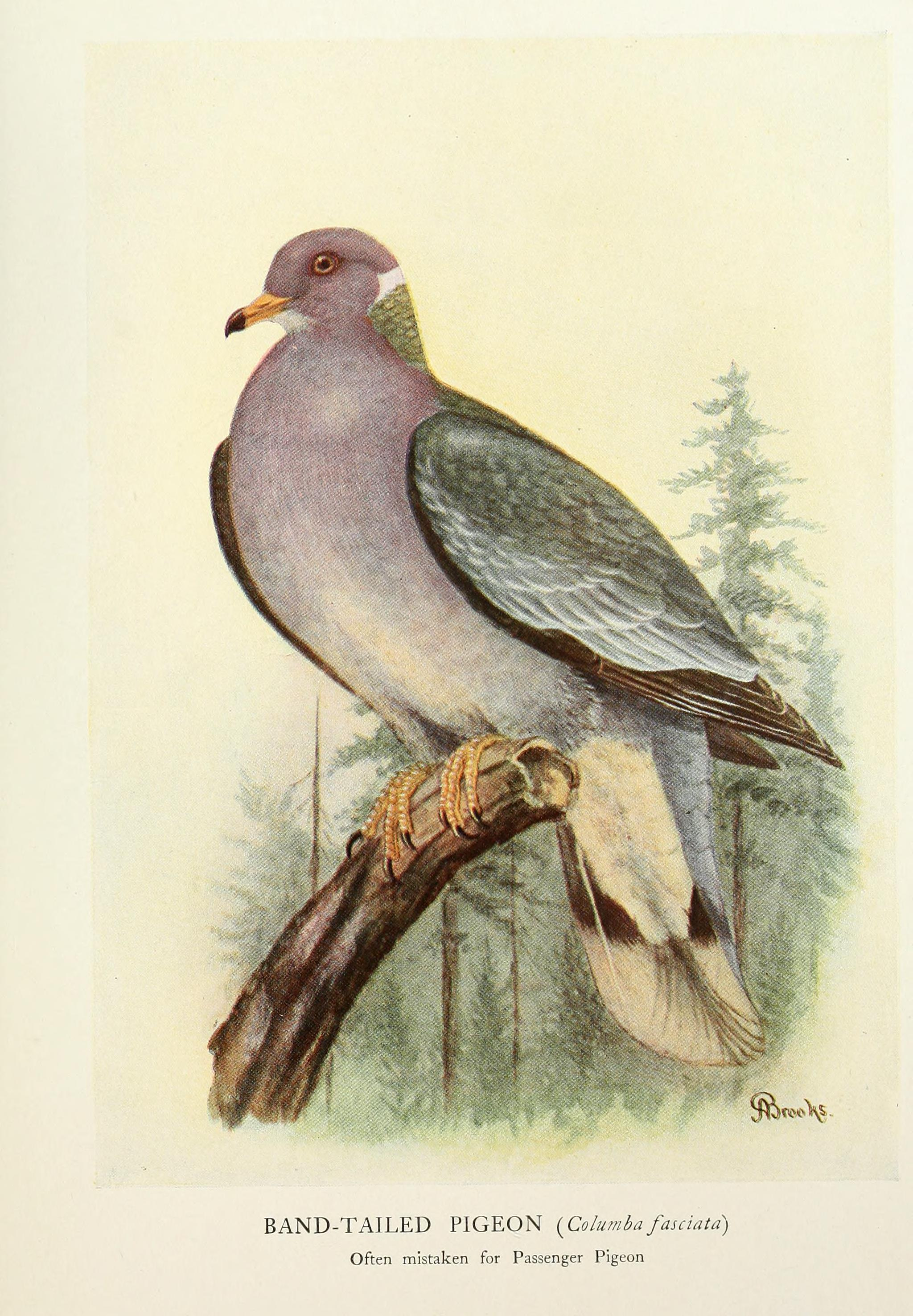
Planche zoologique